# 卡拉圖茲斯科耶區

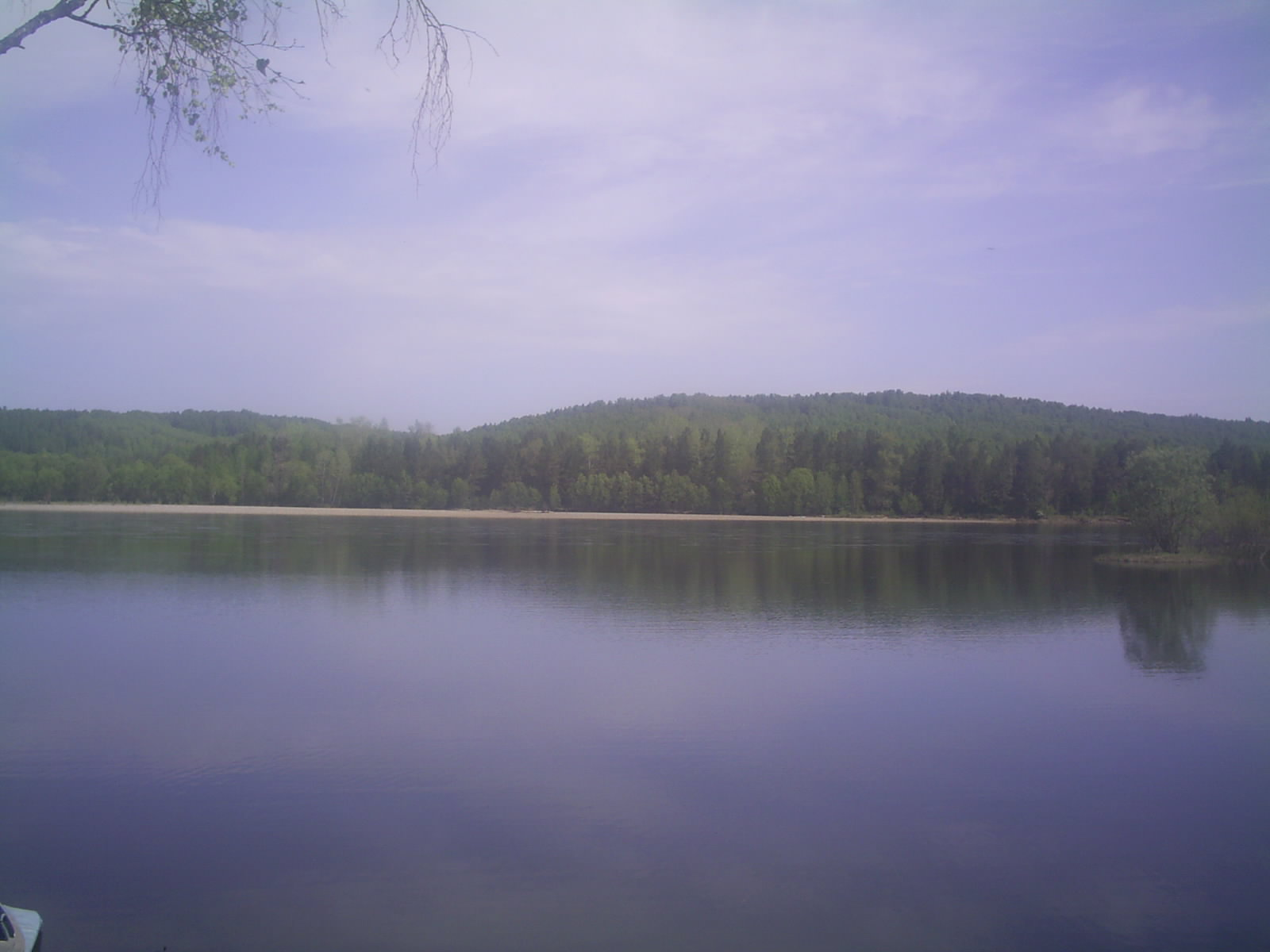

53°36′N 92°52′E / 53.600°N 92.867°E
卡拉圖茲斯科耶區（俄语：Каратузский район），是俄羅斯的一個區，位於該國中部，由克拉斯諾亞爾斯克邊疆區負責管轄，始建於1924年4月4日，面積10,236平方公里，2010年人口16,036，人口密度每平方公里1.57人。